# Le Magicien d'Oz (comédie musicale)
Ne doit pas être confondu avec Dothy et le Magicien d'Oz.
Pour les articles homonymes, voir Le Magicien d'Oz (homonymie).
Le Magicien d'Oz est une comédie musicale basée sur le film de 1939 Le Magicien d'Oz, avec un livret adapté par Andrew Lloyd Webber et Jeremy Sams. La comédie musicale utilise les chansons du film écrites par Harold Arlen et Yip Harburg et comprend quelques nouvelles chansons et des musiques d'Andrew Lloyd Webber et des paroles de Tim Rice.
Après quelques previews dans le West End le 7 février, la comédie musicale est lancée officiellement le 1er mars 2011. Elle tiendra l'affiche jusqu'au 2 septembre 2012. La distribution originale est composée de Danielle Hope dans le rôle de Dorothy Gale, Michael Crawford dans celui du magicien d'Oz et d'Hannah Waddingham dans celui de la méchante sorcière de l'Ouest. Sophie Evans a été la doublure de Dorothy et a repris le rôle à temps plein en février 2012. L'audition du rôle de Dorothy a été fait par le biais de l'émission de télévision Over the Rainbow. Une émission similaire au Canada lança une production à Toronto en décembre 2012 jusqu'en août 2013. Une production française est prévue à partir du 20 décembre 2014.

## Contexte
Le Magicien d'Oz a été transformé en un spectacle musical par L. Frank Baum lui-même. Une libre adaptation de son roman de 1900 a d'abord été joué à Chicago en 1902 puis a été un succès à Broadway l'année suivante. Le spectacle a été joué pendant 9 ans. L'adaptation cinématographique de 1939 ressemble de plus près à l'histoire du roman original. Le film rencontre un grand succès et remporte les Oscar de la meilleure chanson originale et de la meilleure musique de film.
Le Magicien d'Oz est la 18e comédie musicale d'Andrew Lloyd Webber. Tim Rice collabore avec Lloyd Webber pour cette production. Pour créer la nouvelle comédie musicale, Lloyd Webber et le metteur en scène Jeremy Sams adaptèrent le scénario du film de 1939. Rice et Lloyd Webber ajoutèrent plusieurs nouvelles chansons.

## Productions

### Production originale

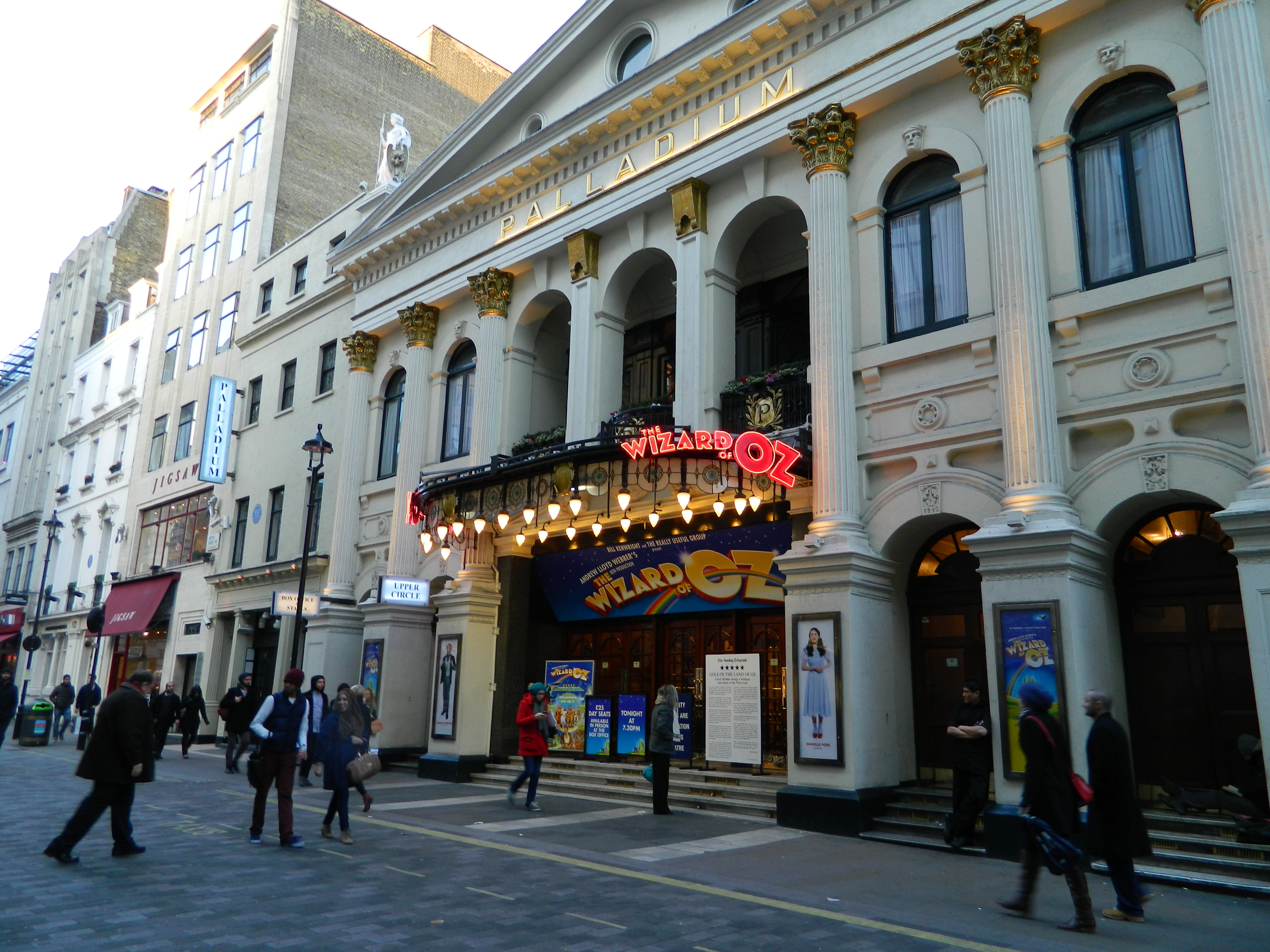
The Wizard of Oz à l'affiche du London Palladium, en décembre 2011.

Après quelques previews le 7 février, le spectacle prit place dans le West End, au London Palladium le 1er mars 2011. Le rôle de Dorothy fut joué par Danielle Hope, choisie par le biais de l'émission de télé-réalité Over the Rainbow, et le rôle-titre du Magicien d'Oz a été tenu par Michael Crawford. Sophie Evans, également issue de l'émission de télé-crochet est devenue la doublure du rôle de Dorothy. Hannah Waddingham joua le rôle de La méchante sorcière de l'Ouest. Elle fut remplacée en septembre 2011 par sa doublure Marianne Benedict. Hoppe et Crawford quittèrent la production le 5 février 2012. Evans remplaça alors Hoppe dans le rôle de Dorothy et Russell Grant reprit le rôle du magicien d'Oz. Des O'Connor reprit encore ce rôle de mai 2012 jusqu'à la fin de la production. La mise en scène est de Jeremy Sams, les chorégraphies d'Arlene Phillips, les décors et les costumes de Robert Jones. La production a célébré sa 500e le 9 mai 2012 et s'arrêta le 2 septembre 2012.

### Production canadienne
À l'automne 2012, une émission de télé-crochet similaire à la version américaine fut organisée à la télévision canadienne,. Elle permit de trouver pour le rôle de Dorothy, Danielle Wade et en tant que doublure Stephanie La Rochelle. La production débuta le 20 décembre 2012 au Théâtre Ed Mirvish avec une ouverture officielle le 13 janvier 2013. Outre Wade, la distribution entièrement canadienne comprenait également Cedric Smith, Lisa Horner, Mike Jackson, Lee MacDougall, Jamie McKnight et Robin Evan Willis. La production se termina le 18 août 2013, après avoir été vue par plus de 500 000 spectateurs. La comédie musicale continua en tournée nord-américaine jusqu'en juin 2014.

### Production française
Une production française, adaptée par Stéphane Laporte est montée pour 20 représentations du 20 au 28 décembre 2014 au Palais des congrès de Paris puis en tournée. La distribution comprend Candice Parise, Natasha St-Pier, Franck Vincent, Sophie Delmas, Edouard Thiébaut, Fred Colas, Grégory Garell, Angélique Magnan et Jeff Broussoux.

## Numéros musicaux
La plupart des chansons du Magicien d'Oz proviennent du film de 1939, écrites par Harold Arlen et Yip Harburg. 5 nouveaux morceaux ont été écrits par Andrew Lloyd Webber et Tim Rice,.
| Act I - "Overture" – Orchestra et l'Ensemble - "Nobody Understands Me"* – Dorothy, Tante Em, Oncle Henry, Hunk, Hickory, Zeke et Miss Gulch - "Over the Rainbow" – Dorothy - "The Wonders of the World"* – Professor Marvel - "The Twister" – Orchestre - Munchkinland Sequence: "Come Out, Come Out ... Ding! Dong! The Witch is Dead ... We Welcome You to Munchkinland" – Glinda, Dorothy et Munchkins - "Follow the Yellow Brick Road" – Glinda, Dorothy et Munchkins - "If I Only Had a Brain" – l'épouvantail et Dorothy - "We're Off to See the Wizard" – Dorothy et l'épouvantail - "If I Only Had a Heart" – l'homme de fer blanc - "If I Only Had the Nerve" – Lion - "Optimistic Voices" – Dorothy, Lion, l'épouvantail, l'homme de fer blanc et l'Ensemble - "The Merry Old Land of Oz" – La troupe - "Bring Me the Broomstick"* – Le magicien | Act II - Entr'acte – Orchestra - "We Went to See the Wizard"** – Dorothy, l'épouvantail, l'homme de fer blanc et le Lion - "March of the Winkies" – Ensemble - "Red Shoes Blues"* – Wicked Witch of the West et Winkies - "Over the Rainbow" (reprise)** – Dorothy - "If We Only Had a Plan"** – le Lion, l'homme de fer blanc et l'épouvantail - "March of the Winkies" (reprise) – Ensemble, l'homme de fer blanc, l'épouvantail et le Lion - "Hail – Hail! The Witch is Dead" – Ensemble - "You Went to See the Wizard"** – Le magicien - "Farewell to Oz"* – Le magicien - "Already Home"* – Glinda, Dorothy et l'Ensemble - Finale – Dorothy et la troupe |

*indique une nouvelle chanson par Rice et Lloyd Webber.
**indique des nouvelles paroles par Rice.

## Récompenses et nominations

### Production originale de Londres
| Année | Récompense                 | Catégorie                            | Nommés               | Résultat   | Réf    |
| ----- | -------------------------- | ------------------------------------ | -------------------- | ---------- | ------ |
| 2012  | Laurence Olivier Award     | Best Musical Revival                 | Best Musical Revival | Nomination | [ 23 ] |
| 2012  | Theatregoers' Choice Award | Best Musical Revival                 | Best Musical Revival | Lauréat    | [ 24 ] |
| 2012  | Theatregoers' Choice Award | Best Supporting Actress in a Musical | Hannah Waddingham    | Lauréat    | [ 24 ] |
| 2012  | Theatregoers' Choice Award | Newcomer of the Year                 | Danielle Hope        | Nomination | [ 24 ] |
| 2012  | Theatregoers' Choice Award | Best Set Designer                    | Robert Jones         | Nomination | [ 24 ] |

### Production de Toronto
| Année | Récompenses            | Catégorie                          | Nommés                 | Résultat   | Réf    |
| ----- | ---------------------- | ---------------------------------- | ---------------------- | ---------- | ------ |
| 2013  | Dora Mavor Moore Award | Outstanding Production             | Outstanding Production | Nomination | [ 25 ] |
| 2013  | Dora Mavor Moore Award | Outstanding Performance - Female   | Lisa Horner            | Lauréat    | [ 25 ] |
| 2013  | Dora Mavor Moore Award | Outstanding Performance - Male     | Cedric Smith           | Nomination | [ 25 ] |
| 2013  | Dora Mavor Moore Award | Outstanding Performance - Ensemble | Cast                   | Nomination | [ 25 ] |